# Rivula simulatrix
Rivula simulatrix là một loài bướm đêm trong họ Erebidae.